# Fińkowo (obwód pskowski)
Fińkowo (ros. Финьково) – wieś (ros. деревня, trb. dieriewnia) w zachodniej Rosji, w wołoście Luszczikskaja (osiedle wiejskie) rejonu bieżanickiego w obwodzie pskowskim.

## Geografia
Miejscowość położona jest nad rzeką Aszewka, 6 km od centrum administracyjnego osiedla wiejskiego (Luszczik), 10,5 km od centrum administracyjnego rejonu (Bieżanice), 126 km od stolicy obwodu (Psków).
W granicach miejscowości znajdują się ulice: Centralnaja, Nowaja, Sadowaja, Zariecznaja.

## Demografia
W 2010 r. miejscowość zamieszkiwało 80 osób.